# Kleine elenia
De kleine elenia (Elaenia chiriquensis) is een zangvogel uit de familie Tyrannidae (tirannen). 

## Verspreiding en leefgebied
Deze soort komt voor van Costa Rica tot Argentinië en telt twee ondersoorten:
- E. c. chiriquensis: Costa Rica en Panama.
- E. c. albivertex: van Colombia tot de Guyana's, Brazilië en noordelijk Argentinië.

## Status
De grootte van de populatie is in 2022 geschat op 5-50 miljoen volwassen vogels. Op de Rode lijst van de IUCN heeft deze soort de status niet bedreigd.